# MSX

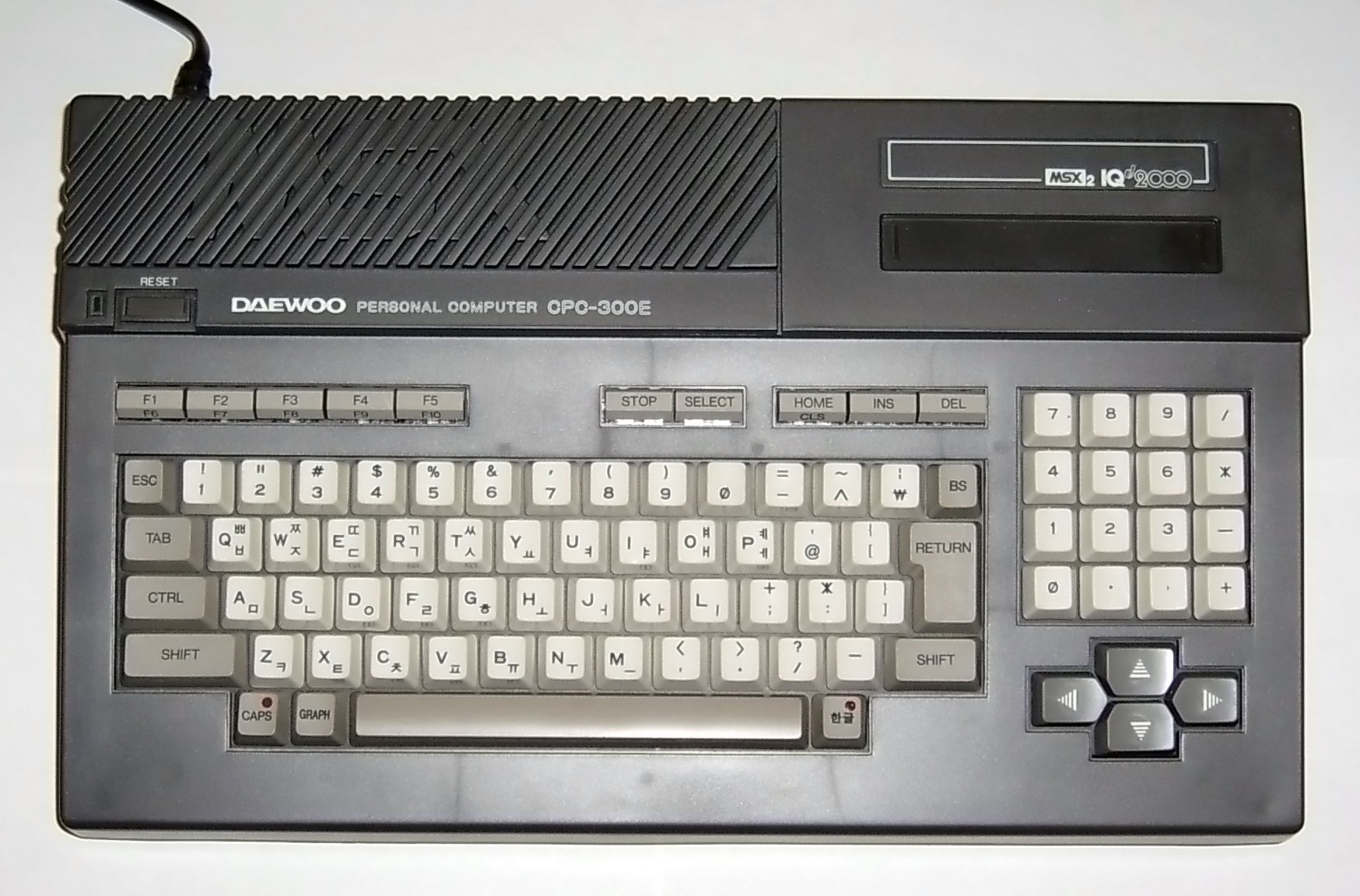
대우 IQ2000(CPC-300E, MSX2 기종)

MSX(Machines with Software eXchangeability)는 1983년 6월 27일에 미국 마이크로소프트와 일본 아스키(현 가도카와 쇼텐 아스키 미디어 웍스)가 출시한 8비트 및 16비트 개인용 컴퓨터의 통일 규격이며, MSX와 그 후속 기종인 MSX2(1985년), MSX2+(1988년), MSXturboR(1990년, 16비트 규격)을 통합하여 부르는 명칭이다. 원래는 규격 자체를 칭하는 말이지만, 이 규격을 모두 만족하는 컴퓨터를 MSX라고 통칭하였다. MSX란 명칭을 직역하면, 소프트 웨어 호환성을 갖는 기기들이란 의미이다.
전 세계의 여러 기업에서 MSX 사양을 만족하는 PC가 출시되었으며, 실제 컴퓨터 외에 MSX 에뮬레이터 및 FPGA로 MSX2 규격을 재구성한 원칩MSX가 발매되었다.

## 개요
MSX는 아스키의 니시 카즈히코가 마이크로소프트 일본 사업부에 있을 때 고안했다. 당시 일본전기의 PCx8 시리즈, 세가의 SC-3000, 코모도어의 코모도어 64 등 제각각의 규격으로 퍼스널 컴퓨터를 만들어 서로간의 호환성에 문제가 많았는데, 이를 해결할 대안으로 어떤 회사에서 제작된 컴퓨터라도 소프트웨어 호환성이 있는 단일 표준을 꿈꾸었다. 결국 그의 영향으로 일본의 아스키사와 미국의 마이크로소프트사가 공동으로 제정한 통일 규격 Machines with Software eXchangeability(이하 MSX)가 탄생했다. 때마침 비디오 카세트 레코더 표준인 VHS의 성공으로 인해 JVC, 필립스, 파나소닉, 캐논 등의 신흥 전자 회사들이 MSX를 만들기로 하면서, MSX는 전 세계적으로 판매되었다. 그러나 마이크로소프트는 미국과 유럽에서의 MSX 판매 부진으로 인해 1985년 MSX2 규격을 만들고는 MSX 개발에서 손을 떼었다.
이로 인해 MSX2+ 규격부터는 거의 일본식 컴퓨터가 되어갔으며, 최종 후속 기종인 MSXturboR에서는 8비트 PCM과 FM 사운드, MIDI 인터페이스를 기본 사양으로 넣기도 하였으나 더딘 하드웨어 발전과 IBM 호환 PC 및 가정용 게임기와의 경쟁에 밀려 결국 MSX는 규격을 제정한지 8년 만에 사장되고 말았다.

## 특징
MSX 규격은 여러 범용 부품으로 구성된 것이 주요 특징이다. CPU는 3.58MHz로 작동하는 자일로그 Z80A이고 그래픽 칩은 텍사스 인스트루먼트 TI-99/4A와 콜레코비젼에서 사용한 적이 있었던 텍사스 인스트루먼트의 TMS9918이며 사운드 칩은 제너럴 인스트루먼트 AY-3-8910이다. 또한 마이크로소프트 사가 제작한 MSX 베이직을 기본 운영 체제로 두었다. 선택 사항으로 데이터 카세트 레코더, 퀵 디스크 드라이브, 플로피 디스크 드라이브 등을 설치 할 수 있고, 플로피 디스크 드라이브를 설치 할 경우 디스크 BASIC이 추가로 내장되며, MS-DOS를 기반으로 제작한 MSX-DOS를 사용할 수 있다. 또한 MSX의 가장 큰 특징은 롬 카트리지를 주요 매체로 사용하는 것으로, 기존에 사용하던 데이터 카세트나 플로피 디스크 등에서의 데이터 오류 가능성을 방지했다는 점에서 유리했으나 화려한 그래픽으로 사무용 컴퓨터에 비해 게임 소프트웨어가 많아 MSX가 게임기라는 이미지가 강했다. 실제로 대우전자에서는 MSX에서 키보드를 제거한 가정용 게임기 재믹스를 판매하기도 하였다.
이후 메모리와 비디오 기능이 강화된 MSX2가 등장하였다. 무엇보다도 MSX2의 발전에 기여한 것은 1980년대 말 ~ 1990년대에 발매된 메가게임(メガゲーム)의 등장이었다. 이 시기가 8비트 컴퓨터의 전성기라고 할 수 있었는데 세운상가는 물론, 동네 곳곳에 게임 롬팩을 판매, 교환해주거나 대여해주는 게임 상점이 등장하였으며 비디오 대여점에서도 게임 롬팩을 대여해주기도 하였다. 컴퓨터 학원에서 주로 쓰던 컴퓨터와 컴퓨터 학습 등의 잡지에서 주로 다루었던 컴퓨터는 애플 II와 더불어 MSX가 대부분이었다. 사운드 측면도 보강되었는데 파나소닉에서 FM 음원의 사운드 카드인 FM-PAC이 나왔고, 코나미에서는 SCC라는 음원을 사용하여, 많은 게임 팩에 SCC 음원이 들어 있었다.
그 후 1988년 비디오 강화와 MSX-MUSIC을 내장한 MSX2+와 1990년 PCM, MIDI와 고속 CPU를 내장하여 16비트 PC로의 도약을 시도한 MSXturboR이 각각 발표되었으나 IBM 호환 PC에 밀려 사라지게 된다. 한국에서는 IBM PC를 교육용 컴퓨터로 채택함으로써 대우전자의 MSX2 기종들을 끝으로 정식 지원이 중단되었으나, 나중에 대우전자에서 나온 MSX 카드 및 재믹스 터보가 MSX2+와 유사점이 있어 화제가 되기도 했었다.

### 자판의 특징
MSX의 자판은 최근의 컴퓨터 자판과 아래와 같은 차이점이 있다. 모든 기종이 다 똑같지는 않지만 일반적으로 아래와 같다.
- 대다수의 키보드 일체형 MSX는 무한 동시 입력이 가능하다.[출처 필요]
- MSX는 동시에 여러 키가 눌렸을 경우 마지막 키가 반복되는 것이 아니라 패턴으로 반복된다. 예컨대 A,S,D,F를 한꺼번에 누른 채 가만히 있으면, F가 조금이라도 마지막에 눌린 경우, 타 기종에서는 화면에 "ASDFFFFFFFFFFFFFFFFFFFFFFFFFFF"와 같이 마지막에 눌린 키만 반복되지만, MSX는 "ASDFASDFASDFASDFASDFASDF"와 같은 식으로 함께 눌린 모든 키가 반복된다.
- 기능 키의 개수는 물리적으로는 5개이고 논리적으로는 10개이다. F1부터 F5까지는 그냥 누르면 되고 F6부터 F10까지는 그 번호에서 5를 뺀 번호의 기능 키를 ⇧ Shift 키와 함께 누르면 된다. 예를 들어, ⇧ Shift를 누른 채로 F1을 누르면 F6이 발동한다.
- 커서의 이동을 위한 키가 다른 키보다 유난히 크며, 네모 모양(또는 동그라미나 마름모)으로 뭉쳐 있고 경계가 대각선으로 되어 있다. 일부 기종은 십자로 되어 있는 것도 있다.
- 커서의 대이동을 위한 Home, End, Page Up, Page Down 중에서 MSX 키보드는 Home만 있으며 그 위치 또한 기능 키와 같은 줄에 있다. 참고로 ⇧ Shift를 누른 채로 Home을 누르면 CLS가 된다.
- Insert와 Delete의 위치가 기능 키와 같은 줄에 있다.
- MSX 키보드에서만 볼 수 있는 Stop과 Select가 있다.
- Alt 키 대신 Graph 키가 있다.
- 숫자 패드에서 0의 크기가 다른 키와 똑같다. 일부 기종은 숫자 패드가 태블릿의 형태로 별도로 연결되어 있기도 하다.
- Num Lock, ⇪ Caps Lock, Scroll Lock 중에서 ⇪ Caps Lock만 있다.
- ⇪ Caps Lock과 로마자 ↔ 비로마자 변환 키(한국어 자판에서는 한글)에 램프가 달려 있다.

## 한국의 MSX 모델들

### MSX
- 대우 IQ 1000

DPC-100: RAM 16KB, VRAM 16KB, 1984년 판매, 저가형으로 멤브레인 방식의 키보드 내장
DPC-180: RAM 32KB, VRAM 16KB, 1984년 판매
DPC-200: RAM 64KB, VRAM 16KB, 1984년 판매
- 금성사(현 LG전자)

FC-80: ROM 32KB, RAM 64KB, VRAM 16KB, 1984년 판매
FC-80U: FC-80과 색상만 다름
GFC-1080: ROM 64KB, RAM 64KB, VRAM 16KB 1985년 판매, 스프레드시트 종류의 파소칼크(FASOCALC) 내장
GFC-1080A: 파소칼크 내장 안됨
FC-200: FC-80 수출용 버전, 한글 키 없음
- 삼성

SPC 800: RAM 64KB, VRAM 16KB, 1984년 판매
- 대우 재믹스 : 1985년

CPC-50
CPC-50B
CPC-50P
- 대우 재믹스 V : 1986년

CPC-51
CPC-51B
CPC-51W

### MSX2
- 대우 IQ 2000

CPC-300: RAM 128KB, VRAM 128KB, 1986년 판매, 검은색/흰색. 기본 모델. 아이큐 교실이 내장되어 있다.
CPC-300E: RAM 64KB, VRAM 128KB, 1987년 판매, 교육용으로 조이스틱 포트 등이 없다.
- 대우 X-II

CPC-400: RAM 128KB, VRAM 128KB, 1987년 판매, 본체와 키보드 분리형. 본체에는 3.5인치 2DD 플로피 디스크 드라이브 1기 내장. 검은색.
CPC-400S: RAM 128KB, VRAM 128KB, 1988년 판매, CPC-400에서 슈퍼 임포즈라는 디지타이즈(외부 화상 읽어들이기) 기능이 추가되어 지방 방송국 등에서 널리 쓰였다.
- 대우 재믹스 슈퍼 V : 1990년

CPC-61
CPC-61B: 조이스틱 포트 옆에 꽂는 키보드(CPK-30)가 별도로 판매되었으나, 타 MSX 기기와의 호환성은 없다.
CPC-61W: 키보드(CPK-30) 별매.
- 대우 코보

CPC-330K: 유아용 컴퓨터로 판매, 본체는 MS 내추럴 키보드와 비슷한 모양의 키보드와 통합, 전원은 분리된 어탭터로 공급, 유아용 키보드(CPK-31K)도 제공됨. 모니터(CMC-472K), 모니터 받침(CPO-472K), 조이스틱(CPJ-102K)의 구성품이 더 있다.

### MSX2+
- 대우 재믹스 터보 (CPG-120): 1991년, MSX2와 2+ 중간의 스펙을 유지하고 있어 혼동이 많다(MSX2 BIOS에 VDP V9958(Yamaha V9958)을 사용하고 있다). 다만 출시시기는 MSX2+ 발표 이후이다.

## 세부 사양

### MSX
- CPU: 자일로그 Z80 3.58 MHz
- ROM: 32KB
  - 바이오스 16KB
  - MSX 베이직 v1.0 16KB
- RAM: 8KB 이상
- 그래픽: 텍사스 인스트루먼트 TMS9918
  - 비디오 RAM: 16KB 이상
  - 텍스트 모드: 40×24, 32×24
  - 그래픽 모드: 64×48, 256×192(16색)
  - 스프라이트: 32개(단색), 가로라인당 최대 4개 사용 가능[5]
- 사운드: 제너럴인스트루먼트 AY-3-8910 PSG 3화음
- 확장슬롯 1개, 조이스틱 포트 2개(아타리 8핀 커넥터)

### MSX2
- CPU: 자일로그 Z80 3.58 MHz
- ROM: 48KB
  - 바이오스 + 확장 바이오스 32KB
  - MSX 베이직 V2.1 16KB
  - 디스크ROM 16KB (별도)
  - MSX-Audio 32KB (별도)
- RAM: 64KB 이상(슬롯 개당 최대 4MB 메모리 확장 지원)
- 그래픽: 야마하 V9938 MSX1의 모든 비디오 모드 지원
  - 비디오 RAM: 64KB 이상(일반적으로 128KB)
  - 텍스트 모드: 80×24 추가
  - 그래픽 모드: 256×212(256색), 512×212(16색, 인터레이스 방식), 추가
  - 스프라이트: 32개(16색), 가로라인당 최대 8개
  - copy, line, fill등에 하드웨어 가속 지원, 세로 스크롤 가능
- 사운드: 제너럴인스트루먼트 AY-3-8910
- 내장 시계용 클럭칩(RP5C01) 추가
- 이외 MSX와 동일

### MSX2+
- 일본에서만 정식 발매
- CPU: 자일로그 Z80 3.58 MHz (파나소닉 모델은 5.37 MHz 전환 가능, 비표준 모드임)
- ROM: 64KB
  - 바이오스 + 확장 바이오스 32KB
  - MSX 베이직 V3.0 16KB
  - 디스크 ROM 16KB (별도)
  - Kun-BASIC 16KB (별도)
  - Kanji ROM (별도)
- RAM: 64KB 이상(슬롯 개당 최대 4MB 메모리 확장 지원)
- 그래픽: 야마하 V9958 MSX2의 모든 비디오 모드 지원
  - 비디오 RAM: 128KB 이상
  - 비디오모드 256×212 (19268색) 추가
  - 가로 스크롤 기능 추가
- 사운드: 야마하 YM2149 (AY-3-8910 호환)
- 내장 시계용 클럭칩(RP5C01)
- 이하 MSX2와 동일

### MSXturboR
- 일본에서만 정식 발매
- CPU: R800 7.16 MHz, T9769C(자일로그 Z80 호환 원칩) 3.58 MHz
- ROM: 96 KB
  - 바이오스 + 확장 바이오스 48KB
  - MSX 베이직 V4.0 16KB
  - 디스크ROM 16KB
  - Kun-BASIC 16KB
  - Kanji ROM (256KB)
  - 펌웨어 4MB
- RAM: 256KB(FS-A1ST), 512KB(FS-A1GT)
  - SRAM 16KB(FS-A1ST), 32KB(FS-A1GT)
  - 내장 메모리 최대 4MB 확장 지원
- 그래픽: 야마하 V9958
- 사운드: 야마하 YM2149, 야마하 YM2413 (OPLL)
  - PCM: 8비트 단일 채널 (no DMA), 16kHz
  - 마이크 내장, MIDI in/out(FS-A1GT)
- 내장 시계용 클럭 칩, 3.5" 플로피 디스크 드라이브 내장

## 같이 보기
- MSX 베이직
- 대우 IQ
- 재믹스